# صدفی‌قارچان
صدفی‌قارچان (نام علمی: Pleurotaceae) نام یک تیره از راسته قارچ‌های تیغک‌دار است.